# Sulmierzyce

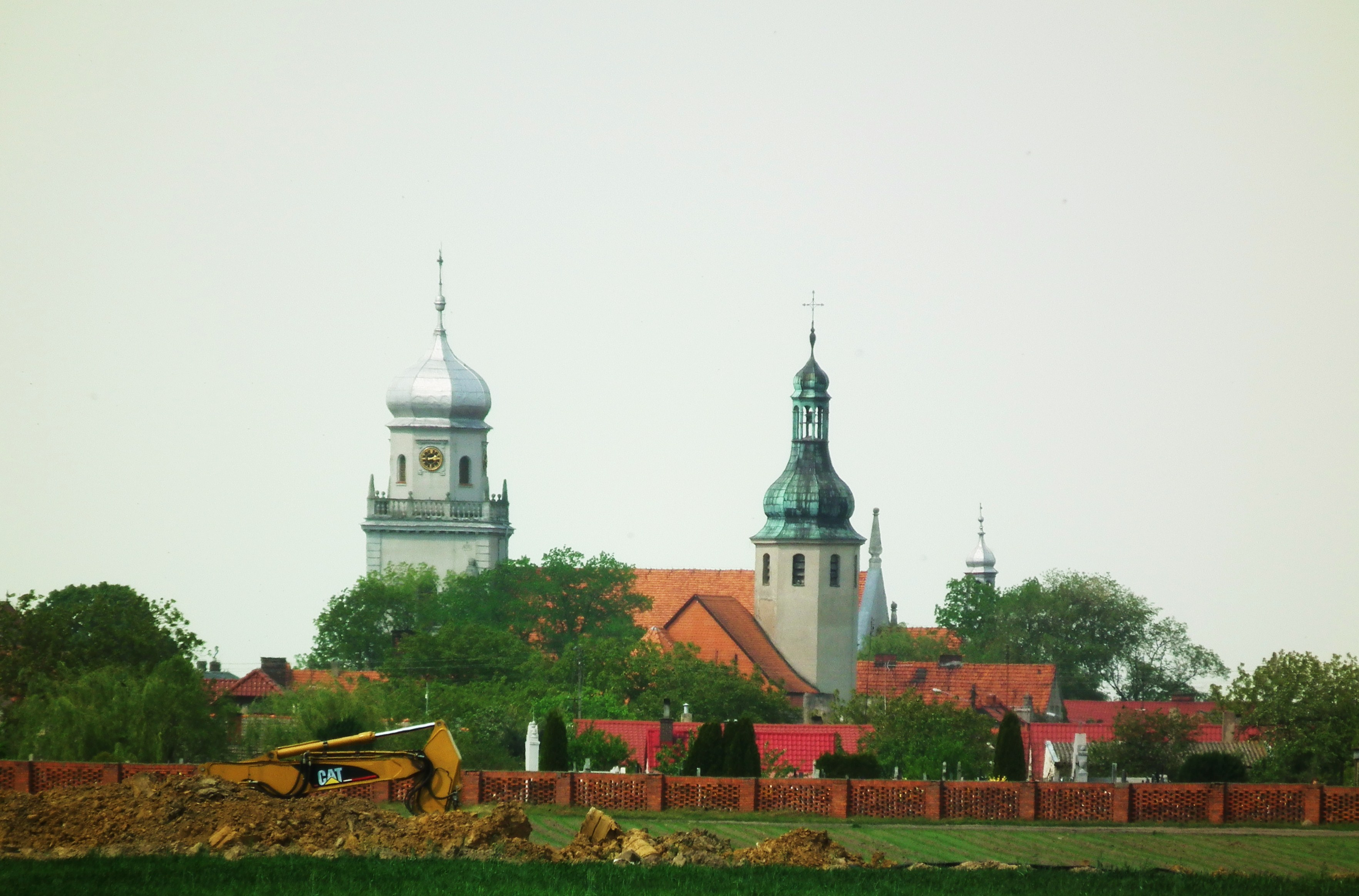
Panorama od południa

Sulmierzyce (niem. Sulmirschütz) – miasto w województwie wielkopolskim, w powiecie krotoszyńskim. Miasto stanowi gminę miejską.
W latach 1975–1998 miasto administracyjnie należało do województwa kaliskiego.
Były miastem królewskim Korony Królestwa Polskiego, należały do starostwa odolanowskiego, pod koniec XVI wieku leżały w powiecie kaliskim województwa kaliskiego.
Według danych z 31 grudnia 2012 miasto liczyło 2895 mieszkańców.
Według danych z 31 grudnia 2024 roku miasto liczyło 2729 mieszkańców.
W Sulmierzycach urodził się Sebastian Fabian Klonowic – poeta, pisarz oraz burmistrz Lublina.

## Struktura powierzchni
Według danych z 2020 roku, powierzchnia miasta Sulmierzyce wynosi 29,29 km². Miasto stanowi 4,06% powierzchni powiatu krotoszyńskiego.
Struktura użytkowania gruntów przedstawia się następująco:
- użytki rolne: 64%,
- użytki leśne: 18%.

Pozostałe 18% powierzchni obejmuje tereny zabudowane, wody powierzchniowe oraz inne grunty.
Miasto charakteryzuje się umiarkowaną lesistością na poziomie 25,2% oraz udziałem terenów zieleni wynoszącym 0,4% powierzchni ogólnej.

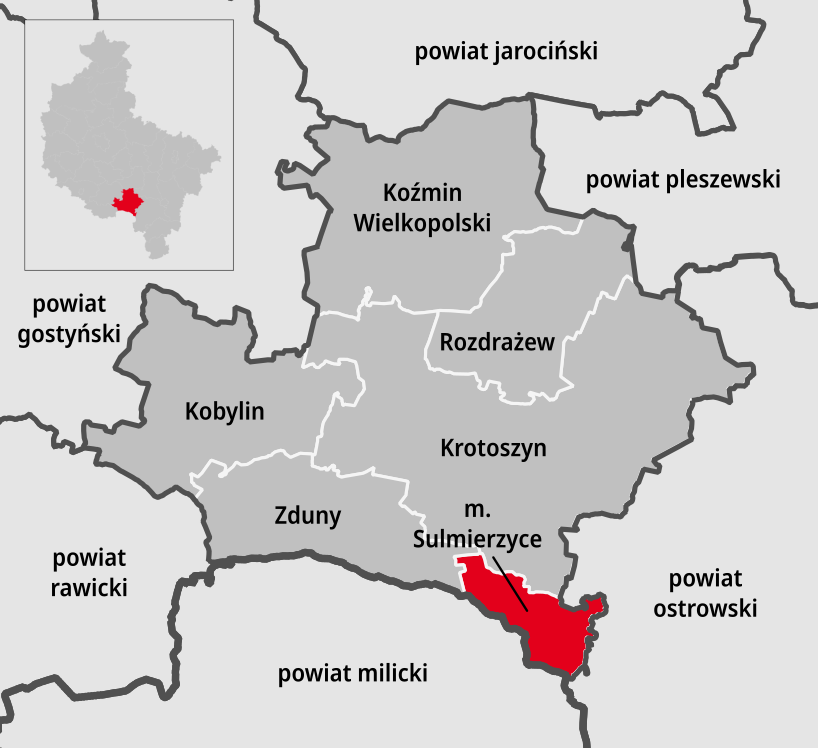
Położenie gminy miejskiej Sulmierzyce w powiecie krotoszyńskim

## Demografia
Dane z 31 grudnia 2024 roku:
| Opis                           | Ogółem | Kobiety | Mężczyźni |
| ------------------------------ | ------ | ------- | --------- |
| Liczba ludności                | 2 729  | 1 380   | 1 349     |
| Gęstość zaludnienia (osób/km²) | 93,2   | –       | –         |

- Piramida wieku mieszkańców Sulmierzyc w 2023 roku

## Położenie
Sulmierzyce to miasto położone w południowej części województwa wielkopolskiego, w powiecie krotoszyńskim. Leży na skraju Wysoczyzny Kaliskiej, na wysokości od 116 do 139,8 m n.p.m., nad strumieniem Czarna Woda, dopływem Baryczy.
Miasto zajmuje powierzchnię 29,2 km². Sulmierzyce graniczą bezpośrednio z gminami: Krotoszyn (od północy), Milicz (od południa), Odolanów (od wschodu) oraz Zduny (od zachodu).
Przez Sulmierzyce przebiegają:
- droga wojewódzka nr 444: Krotoszyn – Sulmierzyce – Ostrzeszów,
- droga powiatowa: Milicz – Sulmierzyce – Ostrów Wielkopolski.

Najbliższe linie kolejowe znajdują się w Krotoszynie, Miliczu, Odolanowie oraz Ostrowie Wielkopolskim. 
W rejonie Sulmierzyc występują gleby brunatne oraz kompleksy siedlisk typowe dla krajobrazu rolniczego nizin środkowopolskich. Bliskość doliny Baryczy sprzyja występowaniu licznych gatunków ptaków i stanowi potencjał dla rozwoju turystyki przyrodniczej. W pobliżu znajdują się także fragmenty Natura 2000 „Ostoja nad Baryczą” (PLB020001).

## Historia

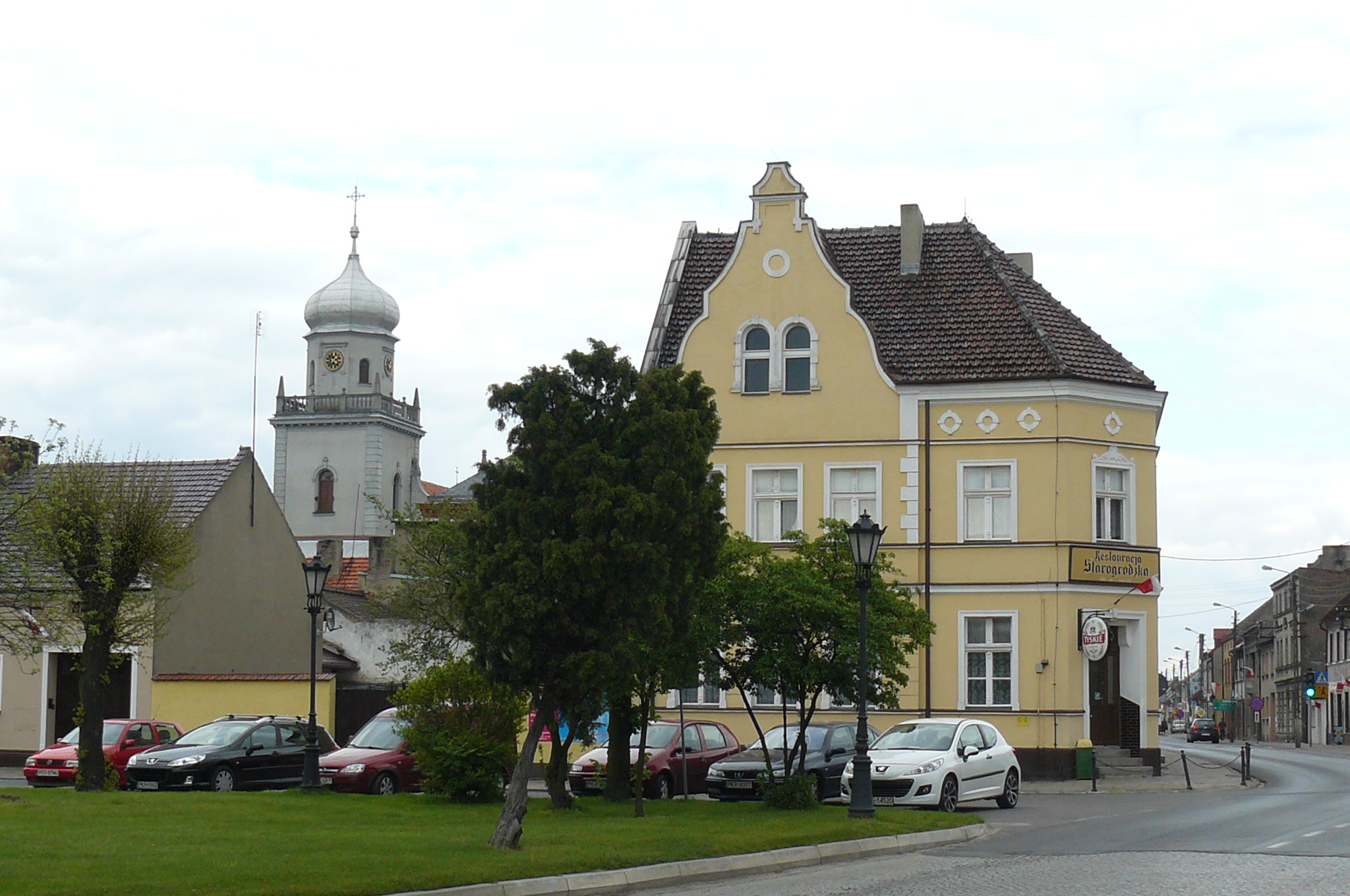
Rynek

Gród istniał tu prawdopodobnie już przed XIII wiekiem. Nazwa współczesnego miasta pochodzi od staropolskiego imienia Sulimir. Sulmierzyce były wzmiankowane już w 1297 roku. Prawa miejskie otrzymały, staraniem starosty odolanowskiego Mikołaja Gruszczyńskiego, w roku 1457 z nadania Kazimierza Jagiellończyka. Lokowano je na prawie magdeburskim. Połączono w tym celu trzy wioski: Stare Sulmierzyce, Nowe Sulmierzyce i Granowice. Położenie na samej granicy wielkopolsko-śląskiej, od XIV w. stanowiącej granicę Królestwa Polskiego oraz przy drodze handlowej ze Śląska do Kalisza zapewniło Sulmierzycom lata rozwoju (w 1524 roku otwarto tu komorę celną). Były one najlepiej rozwiniętym spośród okolicznych mniejszych miast, wyprzedzało m.in. Odolanów, Ostrów, Raszków. Utrzymało tę pozycję do połowy XVIII wieku. W 1545 roku urodził się w Sulmierzycach poeta i burmistrz Lublina Sebastian Klonowic, autor m.in. poematów „Worek Judaszów” i „Flis”, stanowiących ważne źródła do poznania realiów epoki renesansu.
Wraz z II rozbiorem Rzeczypospolitej w 1793 r. Sulmierzyce przeszły pod administrację pruską (z przerwą 1807–1815). Od 1819 roku miasto należało do rodu von Thurn-Taxis. Mieszkańcy brali aktywny udział w Wiośnie Ludów 1848 roku. Sulmierzycki batalion liczący 300 osób odznaczył się 22 kwietnia w bitwie o Odolanów, a okoliczni chłopi rozbili pruski oddział spieszący na odsiecz z garnizonu w Ostrowie. W 1862 odbyła się tu manifestacja narodowa, w której wzięło udział 7000 osób. Odsłonięto podczas niej pomnik Sebastiana Klonowica, powstały z fundacji Poznańskiego Towarzystwa Przyjaciół Nauk. Działały tu między innymi Towarzystwo Oświaty Ludowej i Towarzystwo Czytelni Ludowych. W 1895 r. miasto zostało połączone wąskotorową linią kolejową z odległym od 20 km Miliczem. 
Traktat Wersalski przywrócił w 1920 r. Sulmierzyce Polsce, ponownie wytyczając granicę wzdłuż zachodnich przedmieści. W konsekwencji jedyne połączenie kolejowe miasta uległo zawieszeniu aż do 1945 r. W 1932 miasto włączono, razem z całym powiatem odolanowskim do powiatu ostrowskiego, a w 1934 roku, wraz z wsią Chwaliszew, do powiatu krotoszyńskiego.
W okresie międzywojennym w miejscowości stacjonowała placówka Straży Granicznej I linii „Sulmierzyce”. 
Podczas II wojny światowej hitlerowcy zniszczyli pomnik Sebastiana Klonowica. Nowy odsłonięto w roku 1957. Przejęcie Śląska przez Polskę i utrata pozycji miasta granicznego po 1945 roku przyczyniła się do znacznego ograniczenia roli Sulmierzyc do tego stopnia, że 1 stycznia 1973 straciły prawa miejskie, przywrócone 9 grudnia 1973 (a więc już po jedenastu miesiącach) dzięki staraniom mieszkańców i inicjatywie Wacława Rogalińskiego. W 1984 roku Sulmierzyce uzyskały w konkursie Mistrz Gospodarności drugie miejsce, a w latach 1985 i 1986 miejsce pierwsze. W 1988 roku miasto zostało odznaczone, w uznaniu zasług położonych dla rozwoju gospodarczego i kulturalnego kraju, Krzyżem Kawalerskim Orderu Odrodzenia Polski. W 1991 r. połączenie kolejowe z Miliczem zostało ponownie zawieszone; tory zostały ostatecznie rozebrane ok. 2000 r.

## Zabytki

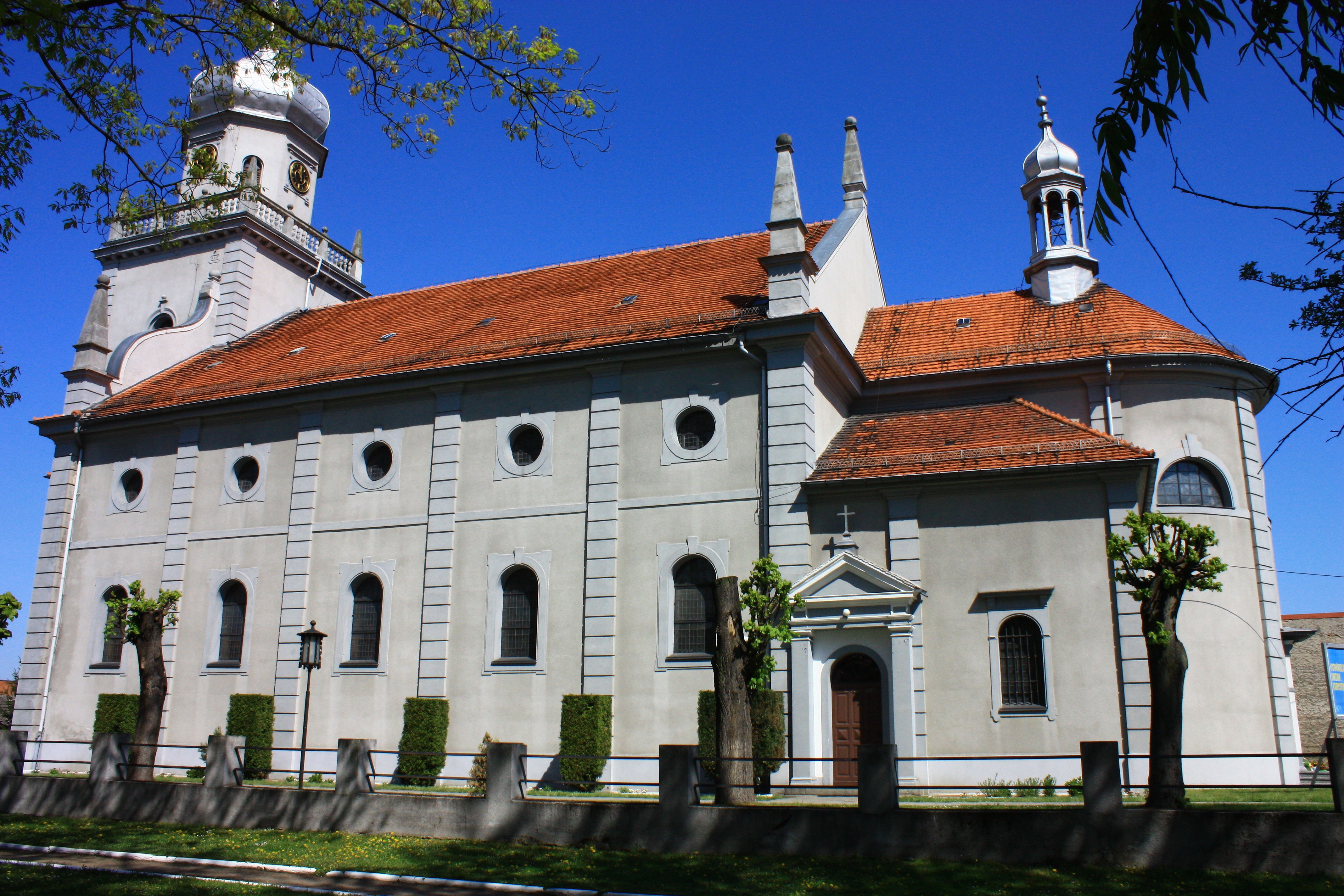
Kościół Wniebowzięcia Najświętszej Maryi Panny

- unikatowy ratusz miejski, z 1743 roku, drewniany, otynkowany, z opartym na filarach, czterospadowym dachem naczółkowym, z cebulastą wieżą i drewnianymi schodami, obecnie Muzeum Ziemi Sulmierzyckiej imienia Sebastiana Fabiana Klonowica,
- kościół parafialny Wniebowzięcia Najświętszej Marii Panny, pseudobarokowy, wybudowany w 1879 roku po pożarze poprzedniej świątyni, posiada wieżę z cebulastym hełmem,
  - obraz Matka Boska z Dzieciątkiem, malowany na desce, z datą 1634,
  - gotycka Pietà w kruchcie,
- drewniany wiatrak-koźlak Jakub z XIX wieku,
- domy konstrukcji szkieletowej wypełnionej gliną, powstałe w XVIII i XIX wieku,
- domy konstrukcji wieńcowej na obłap, szczytowe, z czarnymi kuchniami,
- grodzisko Sulimira, wczesnośredniowieczne.

## Przyroda

### Obszar Chronionego Krajobrazu Dąbrowy Krotoszyńskie i Baszków Rochy
Obszar utworzony w 1993 roku, o powierzchni ok. 55 800 ha, z czego 28% stanowią lasy. Obejmuje tereny powiatów krotoszyńskiego, ostrowskiego i pleszewskiego, w tym gminy Sulmierzyce. Celem ochrony jest zachowanie starych drzewostanów dębowych oraz charakterystycznych zespołów roślinnych, takich jak kwaśne dąbrowy i grądy.
Obszar ten cechuje się mozaiką starodrzewów, polan śródleśnych i terenów podmokłych, stanowiąc siedlisko wielu rzadkich gatunków roślin i zwierząt.

### Obszary Natura 2000
W bezpośrednim sąsiedztwie Sulmierzyc znajdują się dwa obszary objęte ochroną w ramach sieci Natura 2000:
- PLH300002 Uroczyska Płyty Krotoszyńskiej – obszar siedliskowy obejmujący największy w Europie kompleks lasów dębowych, szczególnie z udziałem dębu szypułkowego[15].

- PLB300007 Dąbrowy Krotoszyńskie – obszar specjalnej ochrony ptaków. Występują tu m.in. dzięcioł średni (450–460 par lęgowych, 4% populacji krajowej), dzięcioł zielonosiwy (20–25 par) oraz ortolan (350–400 par – jedno z największych zagęszczeń w Polsce)[16].

### Rezerwaty przyrody w okolicy
W promieniu kilkunastu kilometrów od Sulmierzyc znajduje się kilka rezerwatów przyrody:
- Dąbrowa koło Biadek Krotoszyńskich – rezerwat leśny chroniący naturalny las dębowy ze starodrzewiem.

- Dąbrowa Smoszew – rezerwat leśny z cennymi siedliskami dębowymi.

- Buczyna Helenopol – rezerwat leśny z buczyną.

- Miejski Bór – rezerwat florystyczny obejmujący drzewostan sosnowy w typie boru świeżego.

- Baszków – rezerwat florystyczny z unikalnymi zespołami roślinnymi.

- Mszar Bogdaniec – rezerwat florystyczny z cennymi siedliskami bagiennymi.

### Dolina Baryczy i Stawy Milickie
Na południe od Sulmierzyc rozciąga się Dolina Baryczy – jeden z największych i najcenniejszych kompleksów mokradeł w Europie Środkowej. Obszar objęty jest ochroną jako Park Krajobrazowy Dolina Baryczy, Natura 2000, a także Rezerwat Biosfery UNESCO.

### Szlaki turystyczne
Przez okolice Sulmierzyc przebiega żółty szlak turystyczny Krotoszyn–Sulmierzyce o długości 17,6 km. Na trasie znajdują się atrakcje przyrodnicze i krajoznawcze, takie jak: głaz narzutowy, „Dąb Rozdrażewskich”, kurhany prehistoryczne oraz grodzisko Sulimira.

## Miasta partnerskie
- Balatonfenyves(inne języki) (Węgry)